# Chorizanthe valida
Chorizanthe valida S.Watson – gatunek rośliny z rodziny rdestowatych (Polygonaceae Juss.). Występuje endemicznie w południowo-zachodnich Stanach Zjednoczonych – w Kalifornii, w hrabstwie Marin. 

## Morfologia
PokrójRoślina jednoroczna dorastająca do 10–60 cm wysokości.
LiścieBlaszka liściowa liści odziomkowych jest owłosiona i ma odwrotnie lancetowaty kształt. Mierzy 10–25 mm długości oraz 4–9 mm szerokości. Ogonek liściowy jest owłosiony i osiąga 10–30 mm długości.
KwiatyZebrane w wierzchotki jednoramienne, rozwijają się na szczytach pędów. Okwiat ma obły kształt i różową barwę, mierzy do 5–6 mm długości.
OwoceNiełupki o kulistym kształcie, osiągają 3–5 mm długości.

## Biologia i ekologia
Rośnie na wybrzeży, na murawach oraz terenach piaszczystych, na obszarach nizinnych. Kwitnie od lipca do sierpnia. 

## Ochrona
Chorizanthe valida posiada status gatunku krytycznie zagrożonego.